# Flying Away
Flying Away (в переводе с англ. — «Улетая») — дебютный альбом британского музыкального коллектива Smoke City, выпущенный в 1997 году.

## Список композиций
1. «Underwater Love» — 6:46
2. «Devil Mood» — 4:30
3. «With You» — 4:50
4. «Numbers / Interlude No. 1» — 5:34
5. «Mr. Gorgeous (And Miss Curvaceous)» — 4:22
6. «Aguas De Março (Joga Bossa Mix)» — 3:21
7. «Dark Walk» — 5:04
8. «Jamie Pan» — 3:11
9. «Giulietta / Interlude No. 2» — 4:53
10. «Flying Away» — 3:49
11. «Underwater Love» (Japanese Version) — 4:01
12. «Mr. Gorgeous (And Miss Curvaceous)» (Mood II Swing Dub) — 9:34

## Участники записи
- Нина Миранда — вокал, тексты, звуковые эффекты, оформление, фото
- Марк Браун — тексты, программирование, вертушки, перкуссия, бэк-вокал, звуковые эффекты
- Крис Фрэнк — тексты, клавишные, перкуссия, гитара, бас-гитара, бэк-вокал
- Michael Peden — продюсер
- Mike Nielsen — продюсер, звукорежиссер
- Toni Economides — программирование
- Ben Hillier — микширование
- Paul "Max" Bloom — звукорежиссер
- Kevin Vanbergen , Patrick McGovern , Richard Flack , Richard Woodcraft — ассистенты звукорежиссёра
- Michael Ann Mullen  — фото (обложка)
- André Okada , Max Plaeth — фото